# Acanthonevra continua
Acanthonevra continua
 es una especie de insecto del género Acanthonevra de la familia Tephritidae del orden Diptera. 
Hardy la describió científicamente por primera vez en el año 1986.